# 福澤勝広
福澤 勝広（ふくざわ かつひろ）は、日本の美術監督である。

## 略歴
1960年8月22日、新潟県生まれ。
横浜放送映画専門学院（現日本映画大学）卒業後、美術監督の鳥居塚誠一に師事し美術助手となる。その後東映(株)東京撮影所をベースに活動。美術監督の今村力、小澤秀高に師事。1999年映画『鉄道員ぽっぽや』で美術監督となる。

## 主な作品

### 映画
- 『パイレーツによろしく』（1988年）
- 『桜の樹の下で』（1989年）美術助手
- 『はぐれ刑事純情派』（1989年）美術助手
- 『略奪愛』（1991年）
- 『修羅の伝説』（1992年）美術助手
- 『天国の大罪』（1992年）美術助手
- 『極東黒社会』（1993年）美術助手
- 『カンゾー先生』（1998年）美術助手
- 『鉄道員ぽっぽや』（1999年）
- 『ISORA多重人格少女』（2000年）
- 『ホタル』（2001年）
- 『真夜中まで』（2001年）
- 『およう』（2002年）
- 『陽はまた昇る』（2002年）
- 『烈火』（2002年）
- 『宣戦布告』（2002年）
- 『赤い月』（2004年）
- 『渋谷物語』（2005年）
- 『四日間の奇蹟』（2005年）
- 『自由戀愛』（2005年）
- 『出口のない海』（2006年）
- 『エクステ』（2007年）
- 『伝染歌』（2007年）
- 『結婚しようよ』（2008年）
- 『クライマーズ・ハイ』（2008年）
- 『劔岳 点の記』（2009年）
- 『君が踊る、夏』（2010年）
- 『探偵はBARにいる』 (2011年)
- 『PIECE～記憶の欠片～』(2012年)
- 『俺たち賞金稼ぎ団』（2014年）
- 『スキャナー 記憶のカケラをよむ男』（2016年）
- 『検察側の罪人』（2018年）

### ドラマ
- 仮面ライダーBLACK SUN（2022年）[1]
- 仮面ライダーガヴ（2024年）[2]